# Cantó de Monthois
El cantó de Monthois és un cantó francès del departament de les Ardenes, situat al districte de Vouziers. Té 18 municipis i el cap és Monthois.

## Municipis
- Ardeuil-et-Montfauxelles
- Aure
- Autry
- Bouconville
- Brécy-Brières
- Challerange
- Condé-lès-Autry
- Liry
- Manre
- Marvaux-Vieux
- Montcheutin
- Monthois
- Mont-Saint-Martin
- Saint-Morel
- Savigny-sur-Aisne
- Séchault
- Sugny
- Vaux-lès-Mouron

## Història
| Data d'elecció                           | Identitat        | Partit                     | Qualitat |
| ---------------------------------------- | ---------------- | -------------------------- | -------- |
| 1945-1955                                | M. Soudant       | Divers droite              |          |
| 1955-1979                                | Eugène Cuif      | RI, després divers droite  |          |
| 1979-1992                                | Hubert Merlhes   | UDF                        |          |
| 1992-2009                                | Patrice Groff    | divers droite, després UMP |          |
| 2009-                                    | Thierry Deglaire | Sense etiqueta             |          |
| les dades anteriors no són pas conegudes |                  |                            |          |
|                                          |                  |                            |          |

## Demografia
| A partir de 1990: Població sense dobles comptes |